# The Soul of Satan
The Soul of Satan è un film muto del 1917 diretto da Otis Turner.

## Trama
A New York, Miriam Lee è una giovane donna che lavora duramente per vivere. La sua vita cambia quando incontra Joe Valdez, un affascinante giocatore d'azzardo che, in passato, era scappato con la moglie di Jim Calvert, un minatore del West. Il padre di Miriam, preoccupato, porta via Miriam da casa ma Valdez inganna la ragazza celebrando un matrimonio fasullo. Dopo le nozze, Valdez apre un'elegante casa da gioco e usa come esca Miriam, che viene soprannominata "la regina della notte". La donna deve circuire "Lucky" Carson, un altro giocatore professionista, amico di Calvert, l'uomo a cui Valdez aveva rubato la moglie. Carson riconosce Valdez e avvisa Calvert, che arriva in città alla ricerca della sospirata vendetta. Dopo che il minatore ferisce mortalmente il suo avversario, Miriam scopre che il suo matrimonio non è mai stato valido e accetta l'amore genuino di Carson.

## Produzione
Il film fu prodotto dalla Fox Film Corporation.

## Distribuzione
Distribuito dalla Fox Film Corporation, il film uscì nelle sale cinematografiche USA il 18 agosto 1917.